# 松岡駅
松岡駅（まつおかえき）は、福井県吉田郡永平寺町松岡神明1丁目にある、えちぜん鉄道勝山永平寺線の駅である。駅番号はE10。駅舎本屋は国の登録有形文化財に登録されている。

## 歴史
- 1914年（大正3年）2月11日：京都電燈越前電気鉄道の新福井駅 - 市荒川駅（現在の越前竹原駅）間開業に伴い[4][5]、駅開設[2][3]。
- 1942年（昭和17年）3月2日：京福電気鉄道（京福）設立に伴い[6]、同社の越前線（後の越前本線）の駅となる[5]。
- 2001年（平成13年）6月24日：事故（京福電気鉄道越前本線列車衝突事故）による全線運行休止により休業[7][8]。
- 2003年（平成15年）
  - 2月1日：京福がえちぜん鉄道に駅施設を譲渡[8]。
  - 7月20日：福井駅 - 永平寺口駅間の運行再開に伴い、駅業務を再開[8]。
- 2011年（平成23年）7月25日：駅舎本屋が国の登録有形文化財に登録される[1]。

## 駅構造
相対式ホーム2面2線を有する地上駅で、駅舎は北側にありホーム間は構内踏切で連絡する。駅舎は開業当時からのもので、白のペンキが塗られた壁に瓦屋根といった和洋折衷を取り入れた造りとなっている。一部の時間帯を除き駅員が配置されている。
2017年（平成29年）には、駅舎側のホーム（永平寺口方面）に永平寺町の案内看板が設置された。ドラゴンクエストシリーズ（ドラクエ）の旧作（ファミリーコンピュータ用の初期作）をモチーフに福井大学の学生が制作。看板はホーム側にはドラクエ風のドット絵、駅舎側にはモザイクアートを取り入れており、「あなたがレベルUPする街!永平寺町」のキャッチコピーも添えられている。
| のりば | 路線          | 方向 | 行先                              |
| ------ | ------------- | ---- | --------------------------------- |
| 1      | ■勝山永平寺線 | 下り | かつやま方面 (永平寺口・勝山方面) |
| 2      | ■勝山永平寺線 | 上り | ふくい方面 (福井方面)             |

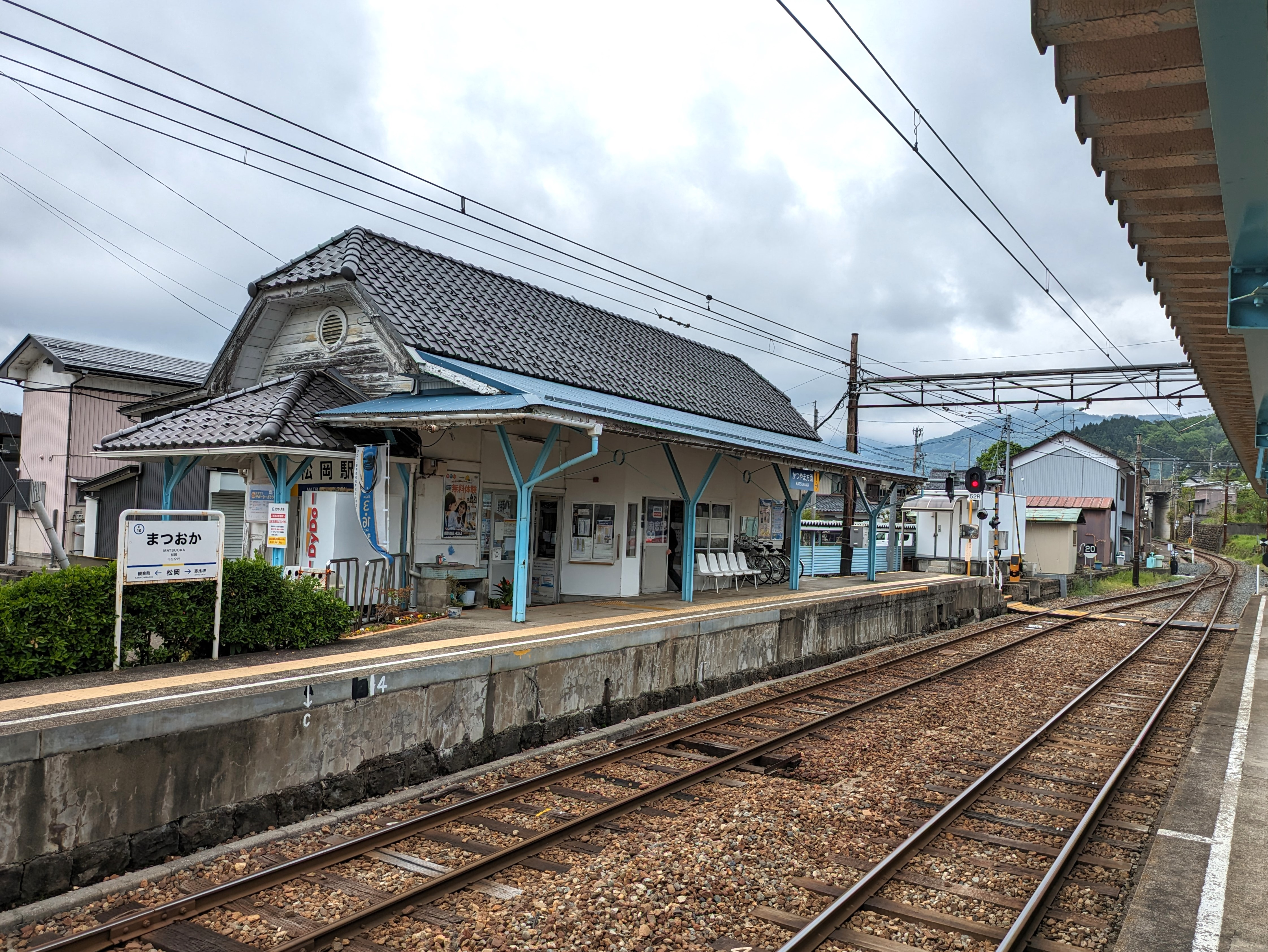
1番ホーム（2024年5月）
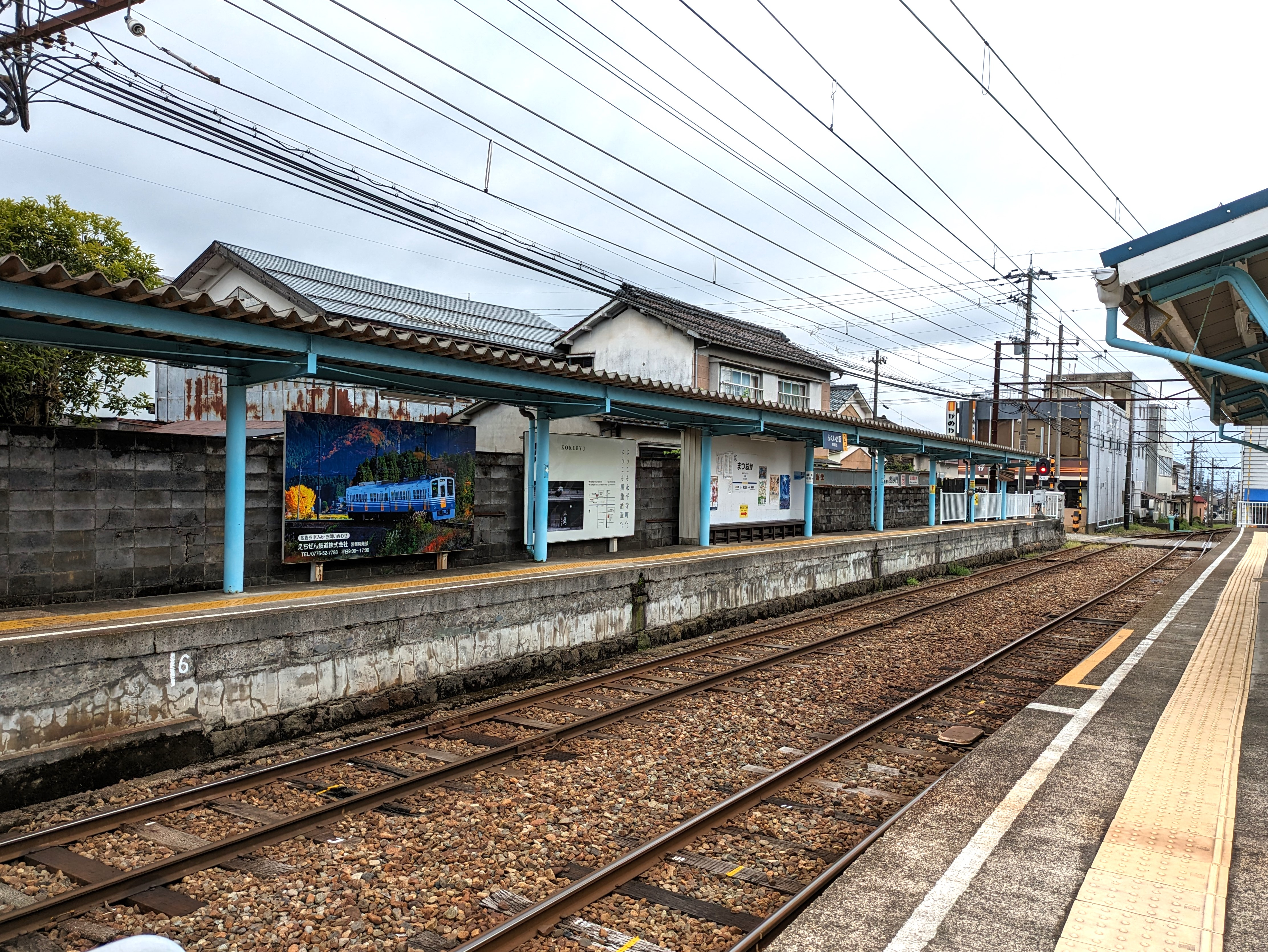
2番ホーム（2024年5月）

## 利用状況
1日の平均乗降人員は以下の通りである。
| 乗降人員推移 | 乗降人員推移 |
| 年度         | 1日平均人数  |
| ------------ | ------------ |
| 2011年       | 479          |
| 2012年       | 476          |
| 2013年       | 467          |
| 2014年       | 435          |
| 2015年       | 417          |
| 2016年       | 435          |
| 2017年       | 435          |
| 2018年       | 407          |

## 駅周辺
旧松岡町の中心部である。以下のほか、五松橋を経て2 km前後離れているが福井県総合グリーンセンター（都市緑化植物園・公園・福井県林業試験場）、福井大学松岡キャンパス（医学部・同附属病院）の最寄り駅でもある。
- 松岡公民館
- 永平寺町魅力発信交流施設「えい坊館」
- 明神社
- 松岡郵便局
- 永平寺町役場
- 松岡館（松岡陣屋）跡
- 永平寺町立図書館
- 永平寺町立松岡小学校
- 天龍寺 - 越前松岡藩主の菩提寺
- 柴神社
- 春日山古墳
- 永平寺町立松岡中学校
- 福井警察署永平寺分庁舎
- 国道416号（現道）
- 福井県道110号北野松岡線
- 福井県道113号稲津松岡線
- 九頭竜川

## バス路線
- 京福バス 「松岡駅」バス停留所（※日曜日・祝日は全便運休）

北行 福井大学病院方面
82系統（丸岡・永平寺線）　丸岡駅（坂井市）行き
83系統（大学病院松岡線）　県立大学行き /福井大学病院止まり ※土曜日も運休
南行 永平寺口駅方面
82系統（丸岡・永平寺線）　永平寺口駅前行き
- 永平寺町コミュニティバス 「松岡駅(公民館)」バス停留所（※日曜日・祝日は全便運休）

松岡ルート　福祉総合センター行き（循環）
御陵ルート　福祉総合センター行き（循環）
吉野ルート　上吉野行き

## 隣の駅
えちぜん鉄道
■勝山永平寺線
□快速（上りのみ、当駅から観音町方の各駅に停車）
観音町駅 (E9) ← 松岡駅 (E10) ← 永平寺口駅 (E12)
■普通
観音町駅 (E9) - 松岡駅 (E10) - 志比堺駅 (E11)